# Кринц-Гат, Микаэль
Микаэль Кринц-Гат (дат. Mikael Chrintz-Gath; род. 17 июня 1976, Ландскруна, Мальмёхус) — шведский хоккеист и тренер.

## Биография
В качестве хоккеиста выступал за ряд шведских команд, самой известной из которых является «Рёгле». В её составе Гат провёл два сезона Шведской элитной серии. После завершения карьеры входил в тренерский шатб «Регле», работая с его молодёжной командой. В сезоне 2017/18 руководил датским «Оденсе Бульдогс». В 2023 году специалист, после нескольких лет работы в второй по силе шведской лиге с «Кристианстадс», возглавил сборную Дании по хоккею с шайбой. В 2025 году впервые в истории вывел ее в полуфинал Чемпионата мира. В четвертьфинале домашнего турнира датчане сенсационно обыграли канадцев (2:1).

## Семья
Старший брат Йенс Гат (род. 1972) также занимался хоккеем и играл в низших шведских лигах. Сын Лав Гат (род. 2006) выступает в системе «Рёгле».